# Anchistylis similis
Anchistylis similis är en kräftdjursart som beskrevs av Hale 1945. Anchistylis similis ingår i släktet Anchistylis och familjen Diastylidae. Inga underarter finns listade i Catalogue of Life.